# Steven Severin
Steven Severin (* 25. září 1955) je anglický baskytarista. V roce 1976 založil společně se zpěvačkou Siouxsie Sioux skupinu Siouxsie and the Banshees. Ve skupině se vystřídalo několik dalších hudebníků, ale jen Sioux se Severinem v ní působili po celou dobu existence. Skupina se rozpadla v roce 1996 a jednorázově byla obnovena o šest let později. V roce 1982 Severin produkoval EP The Agony Is the Ecstasy zpěvačky Lydie Lunch. Od devadesátých let vydával sólová alba. Rovněž se věnoval skládání filmové hudby.

## Diskografie
- Visions (1998)
- Maldoror (1999)
- The Woman in the Dunes (2000)
- UnisexDreamSalon (2001)
- London Voodoo (Original Soundtrack) (2004)
- Beauty & The Beast (2005)
- Nature Morte (Original Soundtrack) (2006)
- Music for Silents (2008)
- Eros Plus Massacre (2009)
- Blood of a Poet (2010)
- Vampyr (2011)